# Gas
Pour les articles homonymes, voir Gas.
Ne doit pas être confondu avec gaas ou gaz.
Gas est une commune française située dans le département d'Eure-et-Loir, en région Centre-Val de Loire.

## Géographie

### Situation
La commune de Gas est située dans la plaine de Beauce, entre Épernon et Gallardon, à 18 km au sud-ouest de Rambouillet.

Situation géographique
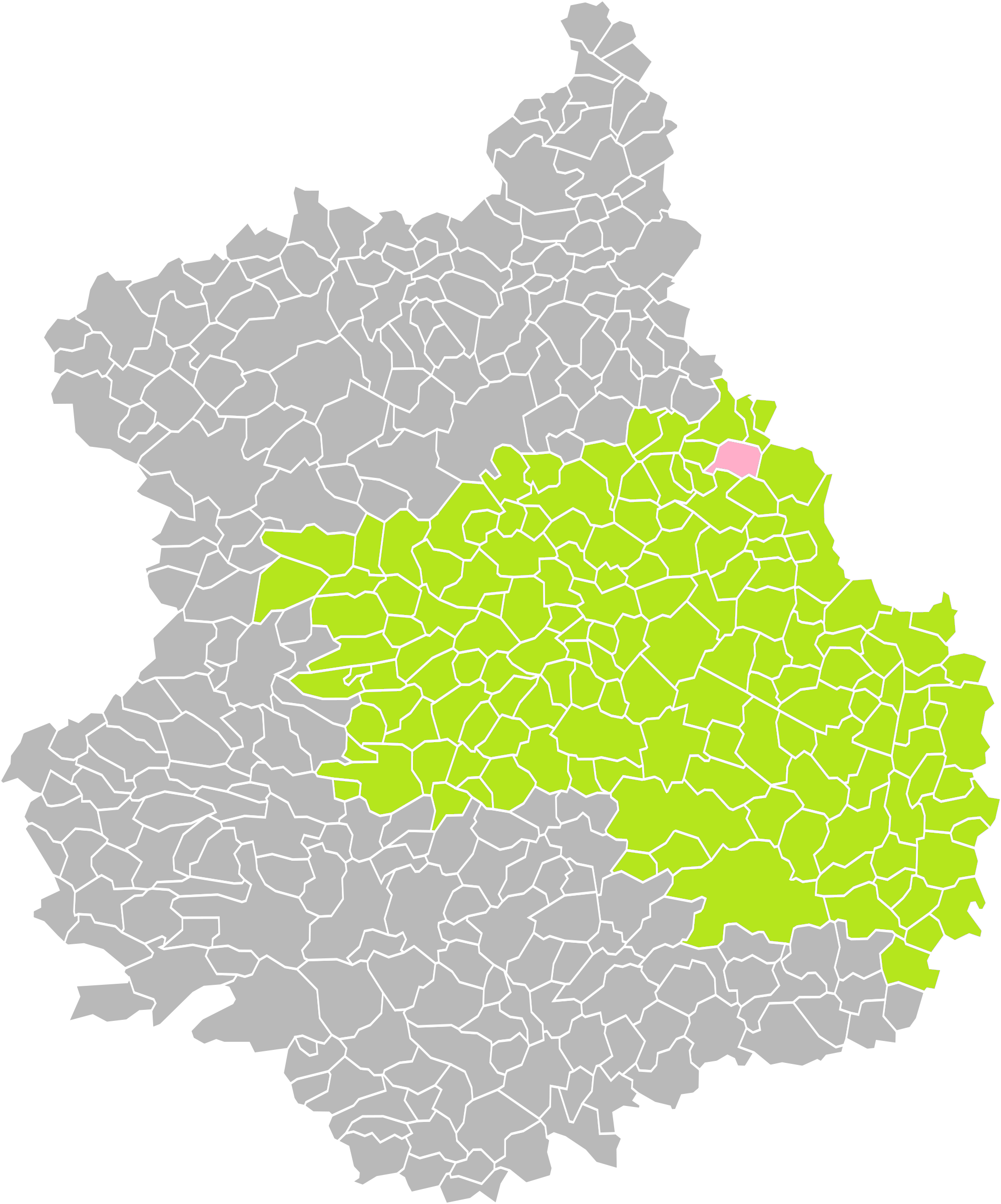
Gas dans son arrondissement.
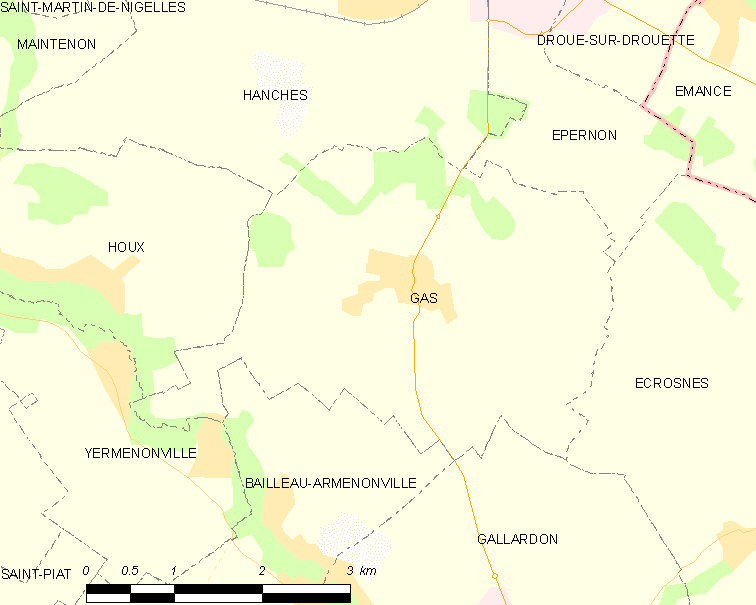
Carte de la commune de Gas.

### Communes limitrophes
|               | Hanches               | Épernon   |
| Houx          | Gas                   | Écrosnes  |
| Yermenonville | Bailleau-Armenonville | Gallardon |

### Climat
Pour des articles plus généraux, voir Climat du Centre-Val de Loire et Climat d'Eure-et-Loir.
En 2010, le climat de la commune est de type climat océanique dégradé des plaines du Centre et du Nord, selon une étude du CNRS s'appuyant sur une série de données couvrant la période 1971-2000. En 2020, Météo-France publie une typologie des climats de la France métropolitaine dans laquelle la commune est exposée à un climat océanique altéré et est dans la région climatique  Sud-ouest du bassin Parisien, caractérisée par une faible pluviométrie, notamment au printemps (120 à 150 mm) et un hiver froid (3,5 °C). 
Pour la période 1971-2000, la température annuelle moyenne est de 10,5 °C, avec une amplitude thermique annuelle de 14,8 °C. Le cumul annuel moyen de précipitations est de 623 mm, avec 10,6 jours de précipitations en janvier et 7,8 jours en juillet. Pour la période 1991-2020, la température moyenne annuelle observée sur la station météorologique de Météo-France la plus proche, sur la commune de Houx à 3 km à vol d'oiseau, est de 11,2 °C et le cumul annuel moyen de précipitations est de 622,1 mm,. Pour l'avenir, les paramètres climatiques de la commune estimés pour 2050 selon différents scénarios d'émission de gaz à effet de serre sont consultables sur un site dédié publié par Météo-France en novembre 2022.

## Urbanisme

### Typologie
Au 1er janvier 2024, Gas est catégorisée commune rurale à habitat dispersé, selon la nouvelle grille communale de densité à 7 niveaux définie par l'Insee en 2022.
Elle est située hors unité urbaine. Par ailleurs la commune fait partie de l'aire d'attraction de Paris, dont elle est une commune de la couronne,. 

### Occupation des sols
L'occupation des sols de la commune, telle qu'elle ressort de la base de données européenne d’occupation biophysique des sols Corine Land Cover (CLC), est marquée par l'importance des territoires agricoles (85,9 % en 2018), une proportion sensiblement équivalente à celle de 1990 (86,3 %). La répartition détaillée en 2018 est la suivante : 
terres arables (85,8 %), forêts (9,7 %), zones urbanisées (4,4 %), zones agricoles hétérogènes (0,1 %). L'évolution de l’occupation des sols de la commune et de ses infrastructures peut être observée sur les différentes représentations cartographiques du territoire : la carte de Cassini (XVIIIe siècle), la carte d'état-major (1820-1866) et les cartes ou photos aériennes de l'IGN pour la période actuelle (1950 à aujourd'hui).

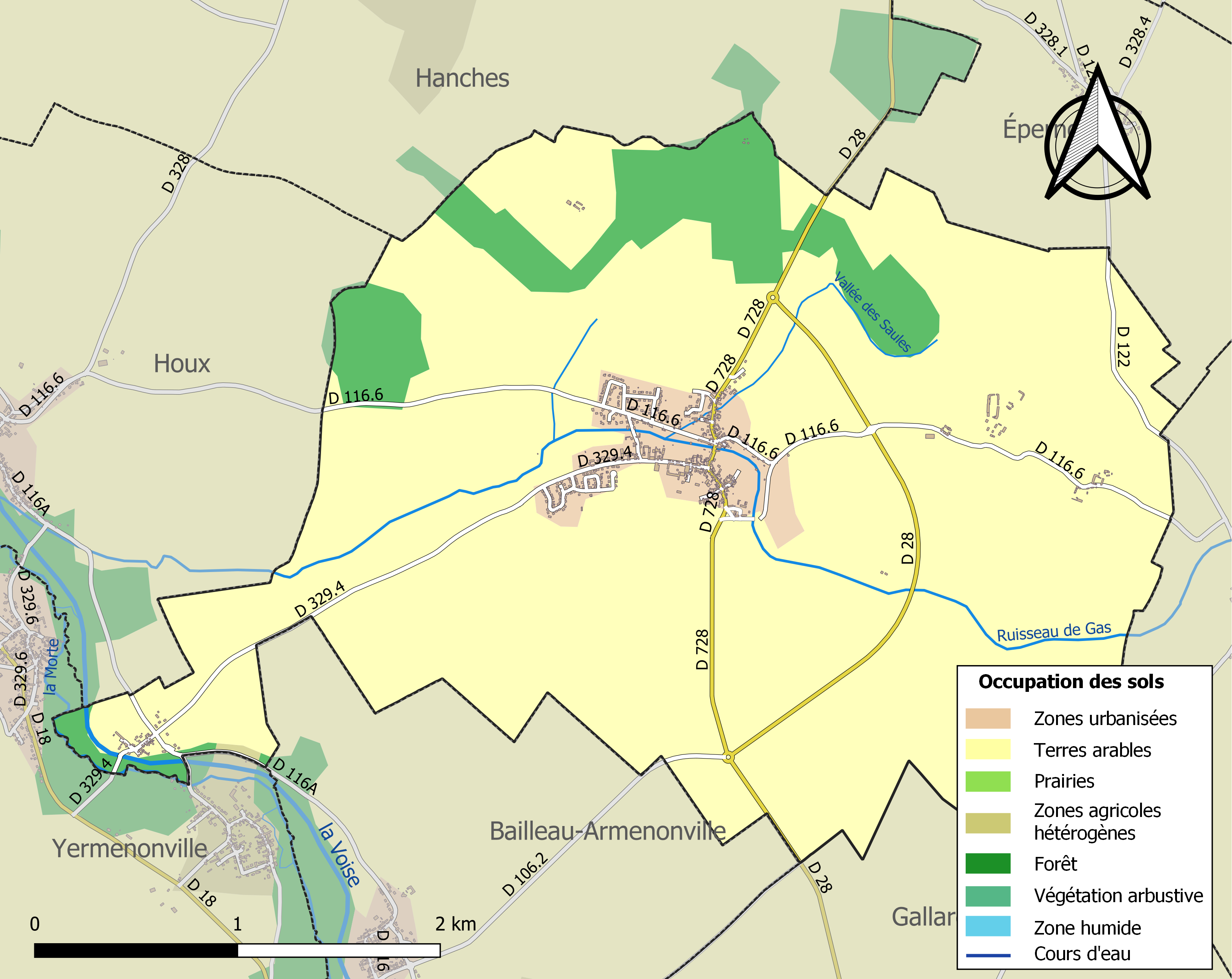
Carte des infrastructures et de l'occupation des sols de la commune en 2018 (CLC).

### Risques majeurs
Le territoire de la commune de Gas est vulnérable à différents aléas naturels : météorologiques (tempête, orage, neige, grand froid, canicule ou sécheresse), inondations, mouvements de terrains et séisme (sismicité très faible). Il est également exposé à un risque technologique, le transport de matières dangereuses. Un site publié par le BRGM permet d'évaluer simplement et rapidement les risques d'un bien localisé soit par son adresse soit par le numéro de sa parcelle.

#### Risques naturels
Certaines parties du territoire communal sont susceptibles d’être affectées par le risque d’inondation par débordement de cours d'eau et par ruissellement et coulée de boue, notamment la Voise. La commune a été reconnue en état de catastrophe naturelle au titre des dommages causés par les inondations et coulées de boue survenues en 1999 et 2016,.

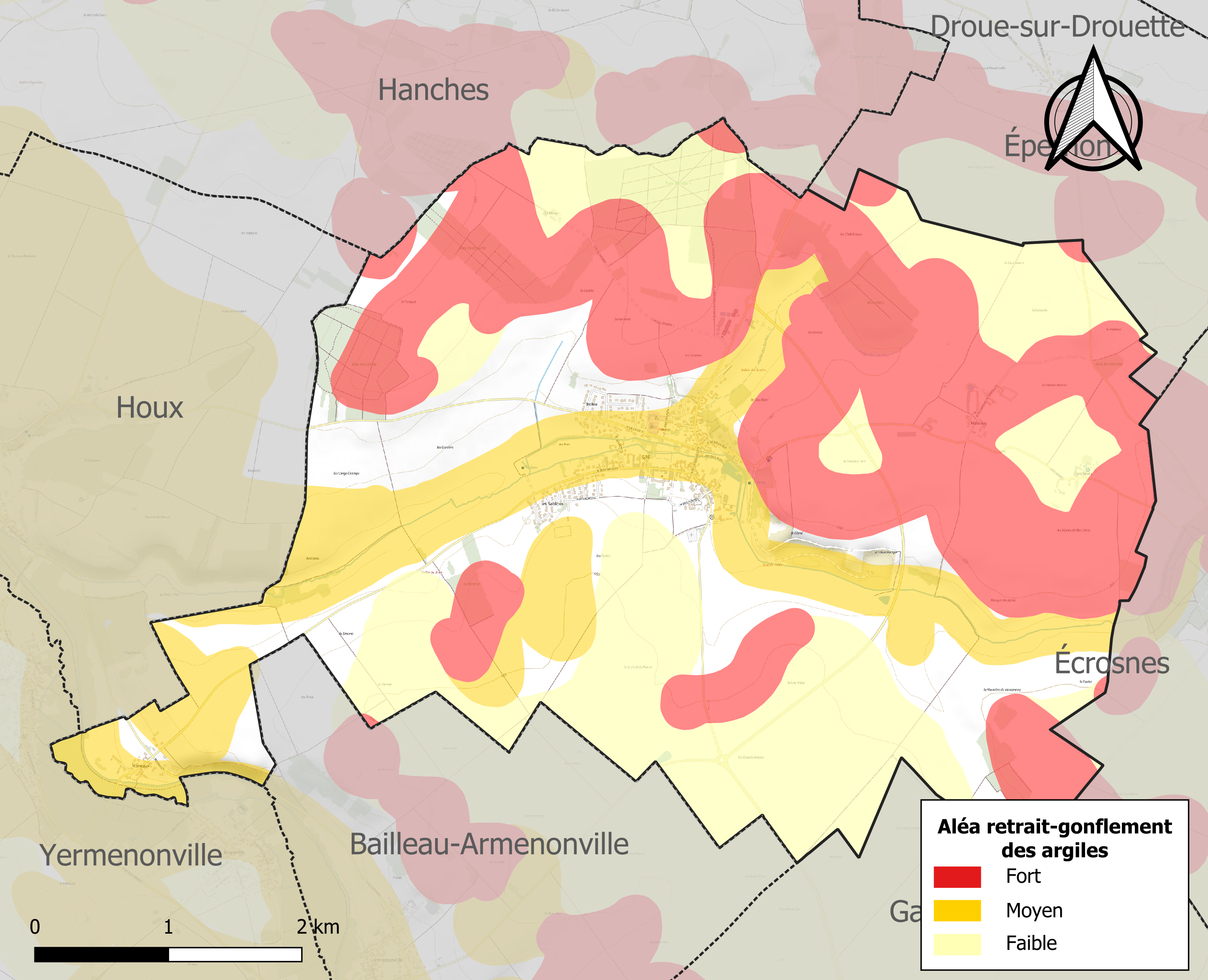
Carte des zones d'aléa retrait-gonflement des sols argileux de Gas.

Les mouvements de terrains susceptibles de se produire sur la commune sont des affaissements et effondrements liés aux cavités souterraines. L'inventaire national des cavités souterraines permet de localiser celles situées sur la commune.
Le retrait-gonflement des sols argileux est susceptible d'engendrer des dommages importants aux bâtiments en cas d’alternance de périodes de sécheresse et de pluie. 57,6 % de la superficie communale est en aléa moyen ou fort (52,8 % au niveau départemental et 48,5 % au niveau national). Sur les 337 bâtiments dénombrés sur la commune en 2019, 221 sont en aléa moyen ou fort, soit 66 %, à comparer aux 70 % au niveau départemental et 54 % au niveau national. Une cartographie de l'exposition du territoire national au retrait gonflement des sols argileux est disponible sur le site du BRGM,.
Concernant les mouvements de terrains, la commune a été reconnue en état de catastrophe naturelle au titre des dommages causés par des mouvements de terrain en 1999.

#### Risques technologiques
Le risque de transport de matières dangereuses sur la commune est lié à sa traversée par des infrastructures routières ou ferroviaires importantes ou la présence d'une canalisation de transport d'hydrocarbures. Un accident se produisant sur de telles infrastructures est en effet susceptible d’avoir des effets graves au bâti ou aux personnes jusqu’à 350 m, selon la nature du matériau transporté. Des dispositions d’urbanisme peuvent être préconisées en conséquence.

## Toponymie
Le nom de la localité est attesté sous les formes Gaü, vers 1120 (Bibliothèque nationale de France.-Manuscrit Latin 9223 Cartulaire Notre-Dame de Josaphat) ; Gavisus, 1123 (B.N.-Ms Latin 9223 Cartulaire Notre-Dame de Josaphat) ; Gayz, 1184 (B.N.- Ms Latin 11.063, Cartulaire Saint-Jean-en-Vallée de Chartres) ; Lorin Hault le fiez, laboureur de vignes de Gas, décembre 1390 (Archives nationales-JJ 139, no 260, fol. 316) ; Guay, 1471 (Archives départementales d'Eure-et-Loir-G 907) ; Gais, 1553 (Archives départementales d'Eure-et-Loir-G, Saint-Maurice de Chartres) ; Gas, 1740 (Bibliothèque municipale d’Orléans, Manuscrit 995, fol. 83) ; Gas, XVIIIe siècle (Carte de Cassini) ; Terres situées à Gas, 18 juillet 1791 (Archives départementales d'Eure-et-Loir-1 Q 4, P.V 114, no 868. Biens Nationaux).
Le toponyme signifie « terre inculte »[réf. nécessaire].

## Politique et administration

### Liste des maires
| Période                                  | Période   | Identité        | Étiquette | Qualité     |
| ---------------------------------------- | --------- | --------------- | --------- | ----------- |
| Mars 2001                                | Mars 2014 | François Dagron |           |             |
| mars 2014                                | En cours  | Anne Bracco,    |           | Commerçante |
| Les données manquantes sont à compléter. |           |                 |           |             |

## Population et société

### Démographie
L'évolution du nombre d'habitants est connue à travers les recensements de la population effectués dans la commune depuis 1793. Pour les communes de moins de 10 000 habitants, une enquête de recensement portant sur toute la population est réalisée tous les cinq ans, les populations de référence des années intermédiaires étant quant à elles estimées par interpolation ou extrapolation. Pour la commune, le premier recensement exhaustif entrant dans le cadre du nouveau dispositif a été réalisé en 2006.

En 2022, la commune comptait 730 habitants, en évolution de −7,36 % par rapport à 2016 (Eure-et-Loir : −0,23 %, France hors Mayotte : +2,11 %).
| 1793 | 1800 | 1806 | 1821 | 1831 | 1836 | 1841 | 1846 | 1851 |
| ---- | ---- | ---- | ---- | ---- | ---- | ---- | ---- | ---- |
| 450  | 470  | 481  | 479  | 463  | 479  | 471  | 454  | 469  |

| 1856 | 1861 | 1866 | 1872 | 1876 | 1881 | 1886 | 1891 | 1896 |
| ---- | ---- | ---- | ---- | ---- | ---- | ---- | ---- | ---- |
| 457  | 463  | 449  | 451  | 444  | 430  | 420  | 406  | 403  |

| 1901 | 1906 | 1911 | 1921 | 1926 | 1931 | 1936 | 1946 | 1954 |
| ---- | ---- | ---- | ---- | ---- | ---- | ---- | ---- | ---- |
| 415  | 419  | 385  | 352  | 358  | 353  | 316  | 299  | 290  |

| 1962 | 1968 | 1975 | 1982 | 1990 | 1999 | 2006 | 2011 | 2016 |
| ---- | ---- | ---- | ---- | ---- | ---- | ---- | ---- | ---- |
| 267  | 255  | 305  | 587  | 623  | 634  | 712  | 759  | 788  |

| 2021 | 2022 | - | - | - | - | - | - | - |
| ---- | ---- | - | - | - | - | - | - | - |
| 752  | 730  | - | - | - | - | - | - | - |

## Culture locale et patrimoine

### Lieux et monuments
- La commune a la particularité de ne pas posséder d'église sur son territoire[23]. Les fondations de l'ancienne église Notre-Dame de 1315 sont détruites en 1957. Seuls subsistent la cloche et le coq de la girouette, exposés dans un espace public[24].

### Héraldique
| Armes de Gas | Les armes de la commune de Gas se blasonnent ainsi : de gueules à sept croissants d'argent ordonnés 3, 3 et 1, au comble du même chargé de l'inscription GAS en lettre capitales de gueules, accompagnée de deux épis d'or, posés en bande à dextre et en barre à senestre. |